# Elezioni comunali in Piemonte del 1991
Le elezioni comunali in Piemonte del 1991 si tennero il 24-25 febbraio, il 12-13 maggio, il 28-29 luglio e il 24-25 novembre.

## Provincia di Torino

### Pinerolo
| Partito                                                          | Partito                                     | Voti   | %     | Seggi | Differenza (%) | /       |
| ---------------------------------------------------------------- | ------------------------------------------- | ------ | ----- | ----- | -------------- | ------- |
|                                                                  | Democrazia Cristiana                        | 6 021  | 25,33 | 12    | 5,51           | 1       |
|                                                                  | Partito Socialista Italiano                 | 4 079  | 17,56 | 8     | 2,75           | 1       |
|                                                                  | Lega Nord                                   | 2 666  | 11,48 | 5     | 4,91           | 3       |
|                                                                  | Partito Democratico della Sinistra          | 2 101  | 9,05  | 4     | -              | 4       |
|                                                                  | Partito Liberale Italiano                   | 1 949  | 8,39  | 3     | 0,43           | Stabile |
|                                                                  | Sinistra per l'Alternativa                  | 1 519  | 6,54  | 3     | 12,68          | 5       |
|                                                                  | Partito Repubblicano Italiano               | 1 285  | 5,53  | 2     | 0,09           | Stabile |
|                                                                  | Rifondazione Comunista                      | 940    | '4,05 | 1     | -              | 1       |
|                                                                  | Union Piemontèisa                           | 607    | 2,61  | 1     | 1,41           | Stabile |
|                                                                  | Partito Socialista Democratico Italiano     | 530    | 2,28  | 1     | 0,34           | Stabile |
|                                                                  | Federazione dei Verdi                       | 455    | 1,96  | 0     | -              | -       |
|                                                                  | Partito Pensionati-Verdi Verdi              | 405    | 1,74  | 0     | -              | -       |
|                                                                  | Movimento Sociale Italiano-Destra Nazionale | 370    | 1,59  | 0     | 0,65           | Stabile |
|                                                                  | Lega Casalinghe-Pensionati                  | 297    | 1,28  | 0     | -              | -       |
| Totale                                                           | Totale                                      | 23 224 | 100   | 40    |                |         |
| Votanti                                                          | Votanti                                     | 24 813 | 82,83 |       |                |         |
| Elettori                                                         | Elettori                                    | 29 955 | 100   |       |                |         |
| Fonte: Archivio storico delle elezioni - Ministero dell'Interno. |                                             |        |       |       |                |         |

## Provincia di Alessandria

### Valenza
| Partito                                                          | Partito | Voti   | %     | Seggi | Differenza (%) | / |
| ---------------------------------------------------------------- | --- | ------ | ----- | ----- | -------------- | - |
|                                                                  | Partito Democratico della Sinistra | 4 406  | 28,85 | 9     | -              | 9 |
|                                                                  | Democrazia Cristiana | 4 121  | 26,99 | 9     | -              | 1 |
|                                                                  | Lega Nord | 3 591  | 23,52 | 7     | -              | 7 |
|                                                                  | Polo Laico-Socialista (Partito Socialista Italiano-Partito Socialista Democratico Italiano-Partito Repubblicano Italiano-Partito Liberale Italiano) | 2 124  | 13,91 | 4     | -              | 2 |
|                                                                  | Federazione dei Verdi | 821    | 5,38  | 1     | -              | 1 |
|                                                                  | Movimento Sociale Italiano-Destra Nazionale | 208    | 1.36  | 0     |                | 1 |
| Totale                                                           | Totale | 14 348 | 100   | 30    |                |   |
| Votanti                                                          | Votanti | 16 036 | 87,81 |       |                |   |
| Elettori                                                         | Elettori | 18 263 | 100   |       |                |   |
| Fonte: Archivio storico delle elezioni - Ministero dell'Interno. | |        |       |       |                |   |